# Cunico (aleación)
Cunico es una aleación de cobre (Cu), níquel (Ni), y cobalto (Co). La aleación tiene el mismo coeficiente de dilatación lineal que ciertos tipos de vidrio, y por lo tanto es un material ideal para sellado de uniones vidrio-metal, como los conectores metálicos externos de bombillas y válvulas termoiónicas. Tiene propiedades magnéticas y puede ser utilizado para la fabricación de imanes permanentes. Los principales productores son Powdertech Corporation y Carboloy Inc.
Alnico, Fernico u Cunife son otras aleaciones multicomponente que poseen propiedades similares.

## Composición y propiedades
- Cunico I tiene una composición de 50% Cu, 21% Ni, y 29% de Co.[3]

Por sus propiedades de remanencia magnética (B= 0,34 tesla= 3400 Gauss y de coercitividad magnética (H= 54000 Amperio-vuelta/metro= 680 oersted) es utilizada para la construcción de imanes. La temperatura de Curie de Cunico es de 860 °C y su resistividad es de 2,4·10-7 Ω·m

## Aplicaciones
Cunico se emplea desde hace más de 50 años en la fabricación de accesorios y piezas para fines militares y para las industrias nuclear y petroquímica. Se utilizan estas aleaciones donde se requiere un campo magnético permanente y no es posible el empleo de electroimanes.